# Axonolaimus orus
Axonolaimus orus is een rondwormensoort uit de familie van de Axonolaimidae.